# 8726 Masamotonasu
8726 Masamotonasu eller 1996 VP5 är en asteroid i huvudbältet som upptäcktes den 14 november 1996 av den japanska astronomen Takao Kobayashi vid Ōizumi-observatoriet. Den är uppkallad efter japanen Masamoto Nasu.
Asteroiden har en diameter på ungefär 15 kilometer och den tillhör asteroidgruppen Veritas.